# Leopold Mayer (Schwimmer)
Leopold Mayer (geboren im 19. Jahrhundert; gestorben 21. September 1914) war ein österreichischer Schwimmer.

## Leben
Leopold Mayer war Schwimmer im Wiener AC und wurde 1903 österreichischer Meister im Freistilschwimmen über 100, 200 und 500 Meter sowie zwischen 1903 und 1905 österreichischer Meilenmeister. Er war auch Meister im Stromschwimmen über 5000 m. Bei den Olympischen Zwischenspielen 1906 in Athen wurde er im Freistilschwimmen über eine Meile (1609 m) Achter. Seine Schwimmstaffel mit Otto Scheff, Edmond Bernhardt und Arthur Baar über 4 × 250 m wurde nicht platziert.
1912 gehörte Mayer zu den Organisatoren des ersten Schwimmwettbewerbs Quer durch Wien im Donaukanal. Mayer wurde Infanteriesoldat im Ersten Weltkrieg und starb im September 1914.